# Bataille de Sattelberg
Seconde Guerre mondiale
Batailles
- Scarlet Beach
- Finschhafen
- Sattelberg
- Wareo
- Long Island
- Sio
- Saidor
- Madang

- Rabaul
- 1re Salamaua-Lae
- Mer de Corail
- Piste Kokoda
- Baie de Milne
- Goodenough
- Buna-Gona-Sanananda
- Lilliput
- Merauke

- Wau
- Mer de Bismarck
- I-Go
- 2e Salamaua-Lae
- Chronicle
- Monts Finisterre
- Bougainville
- Bombardement de Wewak
- Péninsule de Huon
- Nouvelle-Bretagne
- Bombardement de Rabaul

- Neutralisation de Rabaul
- Îles de l'Amirauté
- Emirau
- Take Ichi
- Nouvelle-Guinée occidentale

La bataille de Sattelberg est une bataille qui oppose les forces australiennes et japonaises durant la campagne de la péninsule de Huon lors de la Seconde Guerre mondiale. Elle se déroule du 17 au 25 novembre 1943 en Nouvelle-Guinée